# 青山忠雄
青山 忠雄（あおやま ただお）は、江戸時代前期の大名。遠江国浜松藩2代藩主。官位は従五位下・和泉守。青山家宗家12代。

## 略歴
慶安4年（1651年）、のちの浜松藩初代藩主（当時は信濃国小諸藩主）青山宗俊の次男として信濃国小諸城で誕生した。
寛文3年（1663年）12月28日に従五位下・和泉守に叙位・任官する。延宝7年（1679年）、父が死去したため家督を継いだ。
貞享2年（1685年）8月8日に死去。享年35。跡を弟で養子の忠重が継いだ。

## 系譜
- 父：青山宗俊（1604年 - 1679年）
- 母：石橋氏
- 正室：真田信政の娘
- 養子
  - 男子：青山忠重（1654年 - 1722年） - 青山宗俊の三男